# 伊比库伊
伊比库伊（葡萄牙語：Ibicuí）是巴西巴伊亚州的一个市镇。总面积1163.296平方公里，总人口15675人，人口密度13.5人/平方公里。